# 渡邊行雄
渡邊 行雄（わたなべ ゆきお、1931年〈昭和6年〉11月6日 - 1996年〈平成8年〉4月1日）は、昭和から平成時代の政治家。実業家。岡山県倉敷市長。

## 経歴
倉敷市出身。1954年（昭和29年）同志社大学経済学部卒業。百十四銀行勤務を経て、1975年（昭和50年）以来、岡山県議会議員に4選し、1987年（昭和62年）同副議長に就任する。1991年（平成3年）倉敷市長に当選し、2期目在任中に死去した。ほか、水島ゴム工業用品社長を務めた。
市長在任中は、倉敷チボリ公園、くらしき作陽大学、倉敷芸術科学大学の誘致、下水の倍増計画に尽力した。

## 親族
- 甥 渡辺英気（岡山県議会議員）[5]